# Monti Musi
I Monti Musi (Lis Musis in friulano) sono una catena montuosa delle Prealpi Giulie che rientra nel Parco naturale delle Prealpi Giulie.

## Descrizione

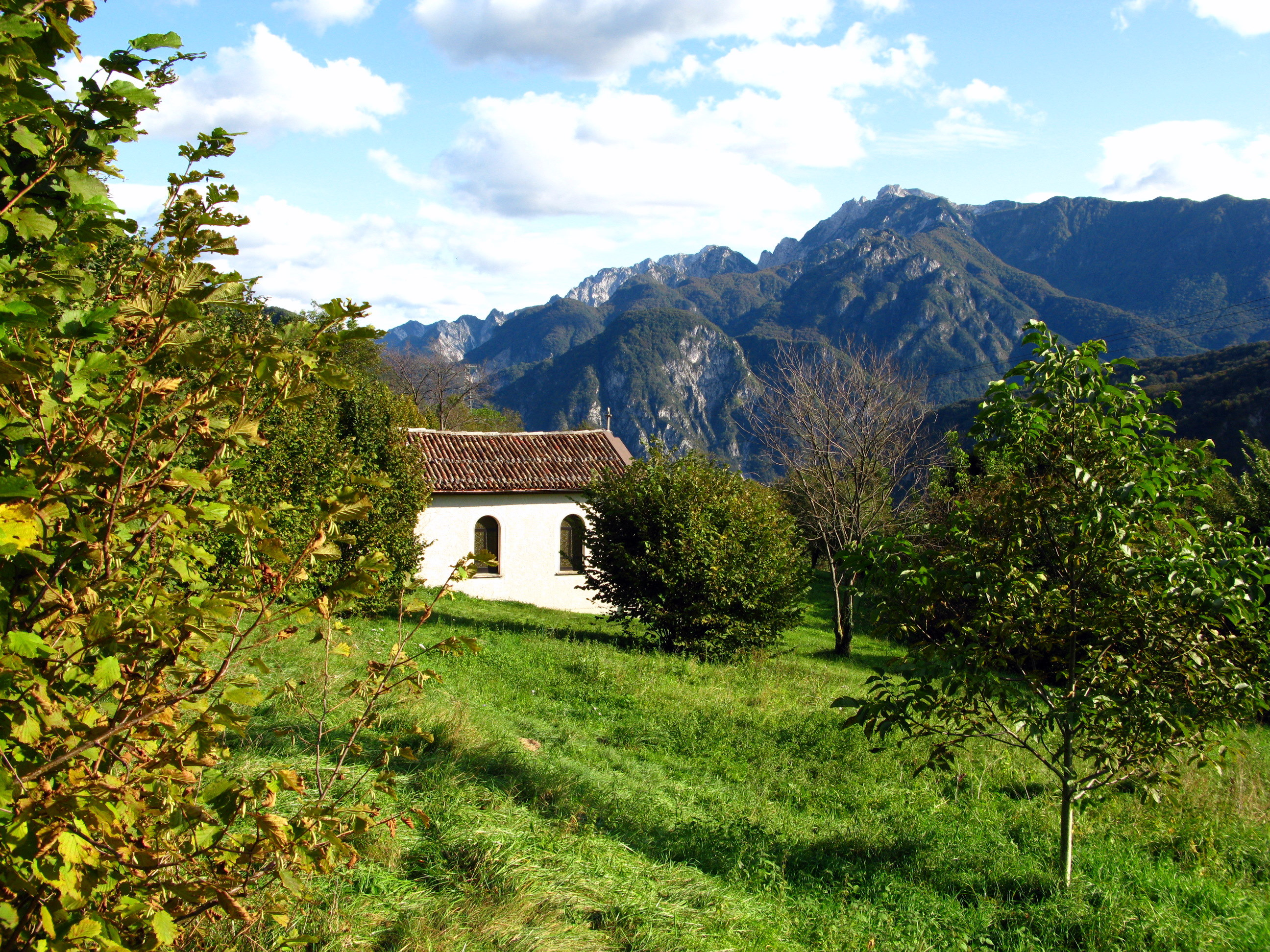
Monte Plauris

Lungo un crinale che si mantiene attorno ai 1.800 m, tre sono le creste principali della catena dei Musi:
- il Monte Cadin (1.818 m)
- la Cima Musi (1.878 m)
- il Monte Zaiavor (1.816 m)

Si tratta di una bastionata calcarea che rappresenta il settore centrale della lunga catena montuosa che delimita a nord-est la pianura friulana. Chiusi a ovest dalle cime del Monte Plauris e isolati dalla settentrionale Val Resia, hanno mantenuto integro il loro patrimonio naturalistico dal fascino selvaggio, che porta molti turisti a compiere escursioni in tutti i mesi dell'anno. A sud è posta la linea di cresta del Gran Monte, a nord il massiccio del Monte Canin.
A causa della particolare conformazione orografica e della esposizione alle correnti umide provenienti dal Mar Adriatico la zona è caratterizzata da un'elevata piovosità; sui monti Musi infatti si rileva il massimo valore pluviometrico della regione e uno dei più elevati d'Italia (valori medi superiori a 3000 mm annui).

## Classificazione
Secondo la SOIUSA i Monti Musi hanno la seguente classificazione:
- Grande parte = Alpi Orientali
- Grande settore = Alpi Sud-orientali
- Sezione = Alpi e Prealpi Giulie
- Sottosezione = Prealpi Giulie
- Supergruppo = Prealpi Giulie Settentrionali
- Gruppo = Gruppo Plauris-Musi
- Codice = II/C-34.II-A.1